# یواس‌اس کرو (ای‌ام‌اس-۷)
یواس‌اس کرو (ای‌ام‌اس-۷) (به انگلیسی: USS Crow (AMS-7)) یک کشتی بود که طول آن ۱۳۶ فوت (۴۱ متر) بود. این کشتی در سال ۱۹۴۳ ساخته شد.